# Kiowa megye (Kansas)
Kiowa megye az Amerikai Egyesült Államokban, azon belül Kansas államban található. Megyeszékhelye és legnagyobb városa Greensburg. Lakosainak száma 2460 fő (2020. április 1.). Kiowa megye Edwards, Comanche, Pratt, Barber, Ford és Clark megyékkel határos.

## Népesség
A megye népességének változása:
| Lakosok száma | 2560 | 2557 | 2506 | 2523 | 2564 | 2460 |
|               | 2010 | 2011 | 2012 | 2013 | 2015 | 2020 |